# 三味線豊吉
三味線 豊吉（しゃみせん とよきち、1905年5月1日 - 1964年4月8日、本名：三輪トヨ）は昭和初期から中期にかけて活躍した歌謡曲・端唄・俗曲の三味線奏者、放送タレント。

## 略歴・その人柄と周辺
東京・神田生まれ。実家は材木問屋である。最終学歴は淡路尋常小学校6年。級長を務めるほど成績優秀であった。
幼少より芸事を好み、12歳の時に粋人の伯父の勧めにより芸で身を立てる決心をする。しかし猛稽古によって喉を潰してしまう。
尋常小学校卒業後吉原の花柳界に入り芸者となる。本人は先輩芸妓で踊りの名手だった丸子に憧れ、踊りを専門にしたいと希望したが、丸子より「あんたは（猛稽古で潰した）声も器量も良くないんだから、三味線の方が出世するんじゃないかしら」と言われ、長唄・常磐津・清元・歌沢・義太夫の三味線の修行に専念することになる。
自身の些細なミスによる失恋を機に16歳で新橋烏森の花柳界へと移り、その類まれな三味線の腕と豪放磊落な人柄で人気を集め、頭角を表す。
烏森の芸者として活躍していた豊吉の評判は草創期のラジオ局や、流行歌の売り出しに力を入れ始めたレコード会社へも届き、昭和に入って間も無い頃からまず本業（芸者）の専門分野である端唄・俗曲の伴奏を手始めにコロムビアレコードでレコーディングに携わるようになり、1929年（昭和4年）頃からはラジオ放送にも出演を始めた。
その演奏は、正確な音程はもちろんのこと、邦楽的ではない複雑なリズムも全く狂うことなく弾きこなし、生涯他の追随を許さなかった。
放送やレコードによって瞬く間に豊吉の名は世間にも広まり、当時のレコード会社全てを股に掛けてレコーディングに参加するようになり、後には流行歌の伴奏としてオーケストラとの合奏も依頼されるようになる。日本調の曲を歌う歌手のほとんどの伴奏を手がけ、特に小唄勝太郎や市丸、赤坂小梅など『鶯芸者』と呼ばれ一世を風靡した歌手の伴奏を多く手がけていた。放送やレコードで活躍するようになってからもしばらくは芸者としての籍はあったが、1940年（昭和15年）正式に廃業し、以後三味線奏者としての活動に専念した。
戦後はその豪放な人柄を買われてNHKのラジオ番組『とんち教室』の生徒（解答者）として出演し、それまで三味線奏者として裏方的存在であった豊吉は一般聴衆にも親しまれるようになりタレントとしての地位も築く。
現役の芸者だった1924年（大正13年）から亡くなるまで新橋駅裏に住み、1954年（昭和29年）4月には3階建ての洋風住宅を建てた。
この家は後述する海外公演の折、ハリウッドで見た映画俳優ボブ・ホープの家に触発され建築したもので、終戦当時の新橋は闇市などがあったため火災が多く、独身だった豊吉は住み込みの女中は居たものの、留守中の類焼による楽器や譜面の焼失・紛失を心配したためにブロック造りの家とした。
舞台でも椅子に掛けて三味線を弾いていたため稽古場を含め部屋のほとんどが洋室で、男性用のトイレが無かったという。（豊吉の話によると「男便所が無いということは、この家には男は泊めないという意思表示で、私が品行方正な証よ」とのことである）
本業の三味線では1950年（昭和25年）に豊吉流を創流して家元を名乗り、それまで単に豊吉としていた芸名を三味線豊吉と改める。（芸名の改名については、後に触れる）
1951年（昭和26年）1月には東海林太郎をリーダーとする一行5人の一員として海外公演にも参加しブラジル・ホノルル・サンフランシスコ・ニューヨークの各地を飛行機で巡演した。
また『ラ・クンパルシータ』などの洋楽曲で、三味線を主体にした編曲による和洋合奏のレコードを発売したり、オーケストラを従えてのソロリサイタルを開くなど、当時の三味線奏者としては異例の活動も行なった。
1953年（昭和28年）にはNHK紅白歌合戦に出場し、その年初出場で旧来より親しかった江利チエミの十八番『カモン・ナ・マイ・ハウス』を演奏した。直後、乳癌を患い右の乳房の切除手術を受ける（執刀は癌研外科を主宰し、後に院長を務め『手術の神様』の異名をとった医学博士の梶谷鐶であった）。手術後の1956年（昭和31年）には自身の半生をまとめた『豊吉 三味線随筆』を上梓した。
その後も昭和30年代、歌謡曲のヒットと民謡ブームの相乗効果で人気絶頂だった三橋美智也の膨大なオーケストラ伴奏による民謡のレコーディングに参加したり、三味線・タレント活動以外にも、自身の癌経験を語る取材を受けたり座談会に参加するなど活躍した。
最晩年は癌の再発（脊髄に転移）のため寝たきり状態で「治ったら俗曲や常磐津、長唄を譜面にして遺したい。口伝えでは間違って伝えられる」と意欲を燃やす一方で、病院の近所の小学生に芸の手ほどきをして「自分はもう弾けないから」と愛用の三味線をその子に持たせている。
1964年（昭和39年）4月8日午後7時3分、東京都新宿区の東京医科大学病院にて死去した。
歌手としてレコーディングした楽曲もある。2006年発売のCD-BOX『おもしろコミックソング大全集』（ビクターエンタテインメント VZS-1012）には、豊吉が歌唱する「とんちジルバ」「都々逸ブギ」の2曲が収録されている。
芸妓時代から幾度か恋人との同棲や妾としての生活を送ったこともあったが、戸籍上は生涯独身であった。親戚筋はあり、また没交渉でも無かったので、天涯孤独というわけではなかった。
没後、その生涯は豊吉とも懇意であった後輩の江利チエミ主演によって、1968年（昭和43年）8月3日から10月26日までフジテレビの土曜劇場で『あの妓（こ）ちゃん』というタイトルでドラマ化された（但し、このドラマは役名を含めてかなりの脚色があり、純粋な伝記とは言えない部分がある。これは豊吉自身が何かと秘密の多い花柳界出身であったため、本人も経歴の一部を明らかにしていない部分もあったことに起因するものと思われる）。

## 五線譜演奏のパイオニア
豊吉の名を売り、また彼女の一番の功績は、流行歌のオーケストラ伴奏に三味線奏者として参加したことである。

三味線音楽には流儀ごとの記譜方法はあるものの、五線譜を用いる流儀・奏者は皆無であった。
豊吉もレコーディングに参加するようになった当初は全く五線譜が読めず、レコーディング前日に渡された譜面を手に、五線譜に詳しい人を訪ねてはピアノなどで実際の音を出して貰い、耳で覚えた物を稽古をして本番に臨んでいたが、仕事量の増加によって追いつかなくなり、また当時はマイク1本をオーケストラ全員で囲んで録音する一発録音方式だったため、自分がミスをしては他の楽団員にも迷惑をかけると考えたことから、NHKに出入りしていた関係で懇意であった民謡研究家で作曲家の町田嘉章（代表曲『ちゃっきり節』など）に五線譜の読み方を師事し、習得した結果、前日または当日に渡された五線譜を短時間で解読・稽古して本番に臨めるようになった。
ただ、中年を過ぎてから五線譜の読み方を習得したためか、晩年まで譜面に対しての不安は付き纏ったようで、豊吉は少しでも早く譜面が欲しがり、編曲家に会うたびに「早く譜を下さい」「先生、譜を下さい」と懇願するので、『譜』と『麩』（金魚のエサ）を掛けた編曲家から「また金魚が来たよ」と笑われたと自著に記している。

## 楽器の改良
オーケストラと共演するようになると、旧来からの三味線では高音が出せない、またオーケストラの金属的な音に絹糸を使う三味線の音色が負けて沈んでしまうというジレンマに陥った豊吉は、ある日小唄勝太郎のレコーディングで、三分割できる三味線の真ん中部分を抜いて演奏をしてみたところ、楽器が短くなったことにより楽に高音が出せるようになった。
そこで、三味線屋に特注し従来の三味線よりも棹の短い三味線を用いるようになった。
その後も試行錯誤の末、度々の改良を重ね、最終的には普通の三味線（全長が約100cm）より約30cmも短く、老猫の皮を張った三味線を愛用していた。
伝統を重んじる三味線業界にあって当初は周囲からの批判も大いに受けたようであるが、本人は一つの改革として主張し、意にも介さなかった。
こうして現在民謡・俗曲の分野で当然のように使われている『短棹三味線』は豊吉によって普及した。

## 芸名の改名について
戦後しばらくまで単に妓籍名であった『豊吉』を名乗っていたが、『三味線』を芸苗字にし『三味線豊吉』と改名したのは、戦前の芸者歌手のほとんどが（葭町）二三吉 ・（新橋）喜代三・（葭町）勝太郎・（浅草）市丸というように単に妓籍名か、もしくは所属の地名＋妓籍名を名乗っていたが、後に藤本二三吉・小唄勝太郎などというように、芸者を廃業した後までその土地の名を名乗ることを相次いで辞め、本名や自身の専門に関連する芸苗字を名乗り始めたり、市丸のように芸苗字を廃したためである。
ただし、赤坂小梅など一部の歌手は芸者廃業後も地名を冠することは辞めなかった。

## 豊吉一門（豊吉流）
豊吉は門弟の育成にも優れ、門弟には『豊』の字を与えて（一部例外で『吉』の字を与えた門弟もあった模様）名取とし、豊文・豊藤・豊静・豊寿などがその代表格『豊吉流四天王』として知られる。他の著名な弟子に古今亭志ん生の次女・三味線豊太郎などがいる。戦後間も無く藤本二三吉の相三味線（専属伴奏者）だった藤本琇丈に『豊三郎』という名を用意してまで一門に誘ったこともあった（藤本が拒否したため実現しなかった）が、四天王をはじめ門弟のほとんどが独身女性であり（一説によると豊吉自身が弟子の結婚には否定的だったため）、豊吉の生前は結婚を隠し続けた弟子や、豊吉没後ようやく結婚した者もいた。
また、市丸の実妹で相三味線（専属伴奏）であった静子も豊吉に和洋合奏の基礎を学んでおり、豊吉一門との共演も多い。
豊吉の直門はプロ奏者のみであり、その数が極僅かだったため豊吉の存命中は一般の三味線の流儀のように孫弟子・曾孫弟子というような広がりを持たなかった。
そのため豊吉の没後は一門が霧散して独自に活動するようになり、それぞれがプロはもちろん素人の弟子も取って名取も許したが、既に四天王の全てが故人となり、現在活動している奏者では、豊吉の弟子の中で、豊吉より36歳若い、唯一カバン持ちをして演奏に同伴していた、三味線豊臣・現端唄協会鑑査（1939年～）が最後の純粋な『豊吉流』の直門である。また、現在では歌謡番組も減少している上に、シンセサイザーによる代用で、生の三味線を使うことも極端に少なくなっているが、豊吉一門が築いた和洋合奏の伝統は、豊臣により多くの和洋合奏音楽指導書が出版（邦楽社等）されており、生前の豊吉の夢であった学校教育導入の夢は、平成14年（2002年）より生涯学習として学校教育に導入され、幅広く志は受け継がれている。
ちなみに、TBSラジオで放送されていた『小沢昭一の小沢昭一的こころ』のテーマ曲の三味線は豊吉門下の三味線豊文によるものである。

## NHK紅白歌合戦出場歴
| 年度/放送回              | 曲目                     | 対戦相手 |
| ------------------------ | ------------------------ | -------- |
| 1953年（昭和28年）/第4回 | カモン・ナ・マイ・ハウス | 津村謙   |